# Transit 5BN-1
Transit 5BN-1 – amerykański technologiczny satelita wojskowy, działający prototyp, który testował system nawigacji dla okrętów podwodnych US Navy przenoszących pociski balistyczne typu UGM-27 Polaris.
Misję finansowało Naval Research Laboratory (NRL) z ramienia US Navy. Statek zbudowało NRL i Johns Hopkins University. Wraz z nim wyniesiono satelitę Transit 5E-1.

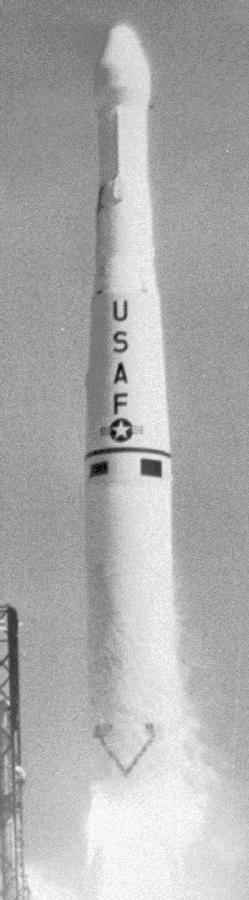
Start Transita 5BN-1 rakietą Thor Able Star

Pierwszy działający prototyp z generatorem RTG typu SNAP 9A.
Statek osiągnął stabilizację gradientem grawitacji, z tym, że ustawił się „do góry nogami”. Spowodowało to niemożność odbioru słabego sygnału przez użytkowników z antenami o małym zysku. Satelita przesyłał jednak dane geodezyjne i nawigacyjne służące do testów i badań.
Statek pozostaje na orbicie, której trwałość szacuje się na 1000 lat.